# Mazze

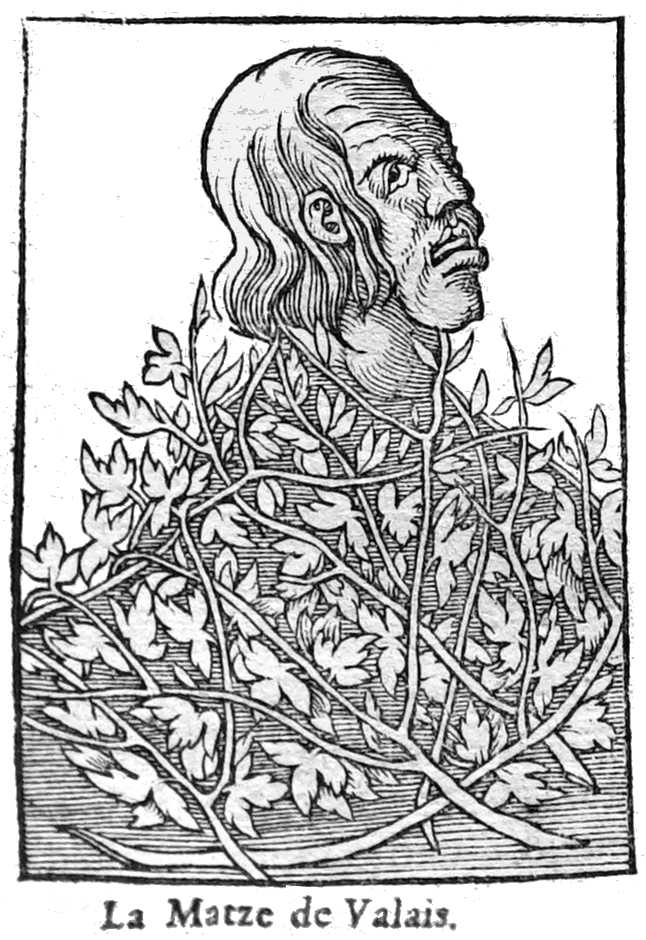
Représentation de la Mazze dans la Cosmographie universelle de François de Belleforest.

Mazze ou Matze (de l'italien mazza, "massue") était une figure en bois utilisée comme signe d'ostracisme dans le canton du Valais jusqu'au 16e siècle. Les villageois étaient incités à y planter un clou s'ils souhaitaient participer à l'expédition punitive visant la personne désignée par la mazze. Si assez de clous y étaient planté, les gens se réunissaient devant la maison de la personne pour la chasser, confisquer ses biens et se répartir ses objets. Au XVIe siècle les personnalités connues pour avoir subi la mazze furent Matthieu Schiner en 1517 et Georges Supersaxo en 1527.
En 1560 la diète valaisanne interdit la mazze mais elle est encore mentionnée en 1572.